# 今川貞臣
今川 貞臣（いまがわ さだおみ）は、南北朝時代から室町時代初期の武将。遠江今川氏第3代当主。今川貞世（了俊）の嫡男。父の絶大な政治力と文化面での功績に加え、長期に君臨した存在に埋没しがちの人物だが、戦略、軍略に長けた名将という評価がある。
初めは義範（よしのり、「義」の字は足利将軍家（室町幕府第2代将軍・足利義詮か）より偏諱を受けたものとみられる）と名乗り、のちに父・貞世の1字により貞臣に改名するが、本項では後者に統一する。父貞世が応永の乱に加担したとされる際の懲罰で、今川性を称することが禁じられたため、以降は堀越貞臣と称している。

## 生涯
父の貞世（了俊）、叔父である先代の遠江今川氏当主仲秋に育てられた。祖父・範国の嫡男である駿河今川氏当主の伯父範氏が貞治4年/正平20年（1365年）に死去、家督を継いだ範氏の嫡男氏家も没する。氏家は遺言で従弟にあたる貞臣に跡目を求めていたことで、当初は貞臣が駿河守護職と駿河今川氏の家督を継ぐといわれていた。だが、父が強硬に拒絶したといわれている。これによって、宗家ではなく遠江今川氏を継ぐことになった（宗家は氏家の弟泰範が相続）。
応安3年/建徳元年（1370年）、父が九州探題に任命されると貞臣も出陣、応安4年/建徳2年（1371年）7月には田原氏能を従えて豊後高崎山城に入城、翌応安5年/文中元年（1372年）正月まで菊池武政と戦った。菊池軍が包囲を解いた後は豊前に上陸した父と合流しようとしたが、大友氏継に妨害されて時期が遅れ、3月に筑前で合流した。以降は父に従軍しつつ、豊後で父の代官を務めている。康応2年/元中7年（1390年）に肥後宇土城を攻略して宇土を掌中におさめるなど、多くの合戦で武勲を立てた。
応永6年（1399年）、遠江で父の代理として国人に命令を送っているため、帰京して遠江へ戻ったとみられる。